# Santuari de Sant Onofre (Quart de Poblet)
El Santuari de Sant Onofre, l'actual parròquia eclesiàstica de la Mare de Déu de la Llum, és un Bé Immoble de Rellevància Local (Genèric), segons la disposició addicional cinquena de la Llei 5/2007, de 9 de febrer, de la Generalitat Valenciana, de modificació de la Llei 4/1998, d'11 de juny, del Patrimoni Cultural Valencià (DOCV núm 5.449 / 13/02/2007), situat a l'Avinguda de Sant Onofre, de la localitat de Quart de Poblet, a la comarca de l'Horta, de la província de València, amb codi : 46.14.102-003. El primer diumenge de setembre s'hi celebren les festes majors, amb nombrosos actes que inclouen danses populars, malgrat que Sant Onofre té una celebració especial el dia 9 de juny, amb una concorreguda processó coneguda com "La Passejà " que culmina amb un castell de focs artificials.

## La Història
L'ermita, que va passar a ser més tard santuari, es va erigir possiblement entre els anys 1310 al 1321, després d'una suposada aparició a un moliner que treballaria a un molí de blat sobre la Séquia de Quart. Aleshores es tractava d'un ermitori d'estructura molt senzilla, on els monjos del Monestir de Poblet, de l'Orde del Cister, popularitzaren l'antiga visió del moliner dels frares sobre Sant Onofre anacoreta amb la construcció d'una ermita en el lloc. Ja el 1547 es va dur a terme una ampliació i es va construir una capella dedicada a la Mare de Déu de la Llum i es va col·locar a la porta una creu  gòtica. El conjunt tenia també adossat l'habitatge de l'ermità.
Més tard, el 1630 es proclamà la Mare de Déu de la Llum, patrona de Quart de Poblet, i el 1723 es va dur a terme una nova remodelació de l'interior de l'edifici, per adaptar-lo als gustos barroc-rococó de l'època.
En les proximitats de l'ermita, l'any 1808, durant la Guerra de la Independència Espanyola, es va lliurar l'anomenada batalla de Sant Onofre en la que les tropes de Josep Caro i Sureda van rebutjar l'escomesa de Jeannot de Moncey, fet que quedà relatat en un retaule ceràmic que hi ha a la façana. El 1884 es va restaurar l'ermita i se li va col·locar l'actual porta. L'any 1896 Sant Onofre fou declarat patró de Quart de Poblet arran d'una epidèmia de pesta que va castigar durament la ciutat de València i els seus voltants. El 1971 es va constituir la Parròquia de la Mare Santíssima de la Llum. El 1996 es va fundar la comissió per a la restauració del temple. Es van realitzar obres de restauració durant el 2003, i el 23 d'octubre d'aquell mateix any l'arquebisbe de València, l'Agustí García - Gasco, va presidir la cerimònia de dedicació i consagració de l'ermita.

## L'Arquitectura
La façana destaca per la seua senzillesa, de fàbrica de maçoneria arrebossada de morter, amb ampli òcul (buit circular) envidrat que acaba en doble espadanya, i cornisa adornada amb pedres tallades. El 1940 es va substituir la taulelleria del 1865, que se situava al timpà de la porta, i en l'actualitat presenta un retaule de taulellets representant l'aparició de Sant Onofre. L'edifici posseeix també una cúpula ovalada de teules blaves, rematada en una creu i penell de forja.
L'interior és molt espaiós, de planta longitudinal, amb una nau rectangular amb cor als peus coberta per una volta de canó amb arcs torals. Sobre el presbiteri, a la primera crugia hi ha una original volta de creueria renaixentista d'ecos gòtic- mudèjars amb nervis de maons mixtilinis. Està separat per dues graderies i barana de ferro, hi ha un bell retaule neoclàssic on es venera la imatge de Sant Onofre en un nínxol de grans proporcions, així com relleus, talles i imatges d'altres figures sacres.
Hi ha nombroses capelles laterals, sota arcs rebaixats, d'entre les quals destaca la de la Capella de la Mare de Déu de la Llum, de forma ovalada i amb cúpula el·lipsoïdal cega, d'estil neoclàssic, ressaltant el valuós sòcol de rajoles antigues, encara que també n'hi ha de dedicades a Sant Rafael, Sant Antoni i la Mare de Déu del Consol. El 1904 es va afegir el sòcol i es va canviar el paviment. Hi ha florons daurats al sostre i llunetes amb adorns barrocs.

## Festes
Sant Onofre té la seua festa gran al mes de juny. Des de principis del segle xviii, cada 9 de juny, Quart de Poblet celebra La Passejà de Sant Onofre, festa declarada d'interés turístic de la Comunitat Valenciana des de 2007. La tradició oral situa l'origen de La Passejà l'any 1723, en el marc d'una llegenda miraculosa en un Quart agrícola i rural. Compten els majors que en finalitzar la primavera de 1723 la situació del llauradors de Quart de Poblet era desesperada. Hi havia una gran sequera i el mesos de pluja havien passat sense deixar quasi aigua. El riu, a més, a penes portava una mica de cabal, i les séquies feia dies que no portaven aigua. Per això, quan en la nit del 9 de juny es van arremolinar els núvols de tempesta, en moltes cases van començar a donar gràcies a Sant Onofre per haver sentit les seues peticions i no haver abandonat als seus fills de Quart en aquella situació angoixant. Però l'alegria de seguida es va convertir en un crit de desesperació quan van començar a caure als carrers del poble grans pedres de granís: Si les collites estaven afeblides, aquella pedra seria la pèrdua completa de tot i l'inici d'una temporada de fam. Els llauradors, van eixir en plena nit als camps per a tractar de salvar el que es poguera. Però allí, en l'horta, es van adonar que mentre al poble pedregava, en els camps només plovia aigua beneficiosa. De seguida, van entendre que això era un senyal de la protecció del seu patró Sant Onofre i es van concentrar a la porta de l'ermita per traure l'anda del sant a "passejar" i agrair-li amb traques i música la seua intervenció miraculosa.